# Gasteria excelsa
Gasteria excelsa là một loài thực vật có hoa trong họ Măng tây. Loài này được Baker mô tả khoa học đầu tiên năm 1880.

## Hình ảnh

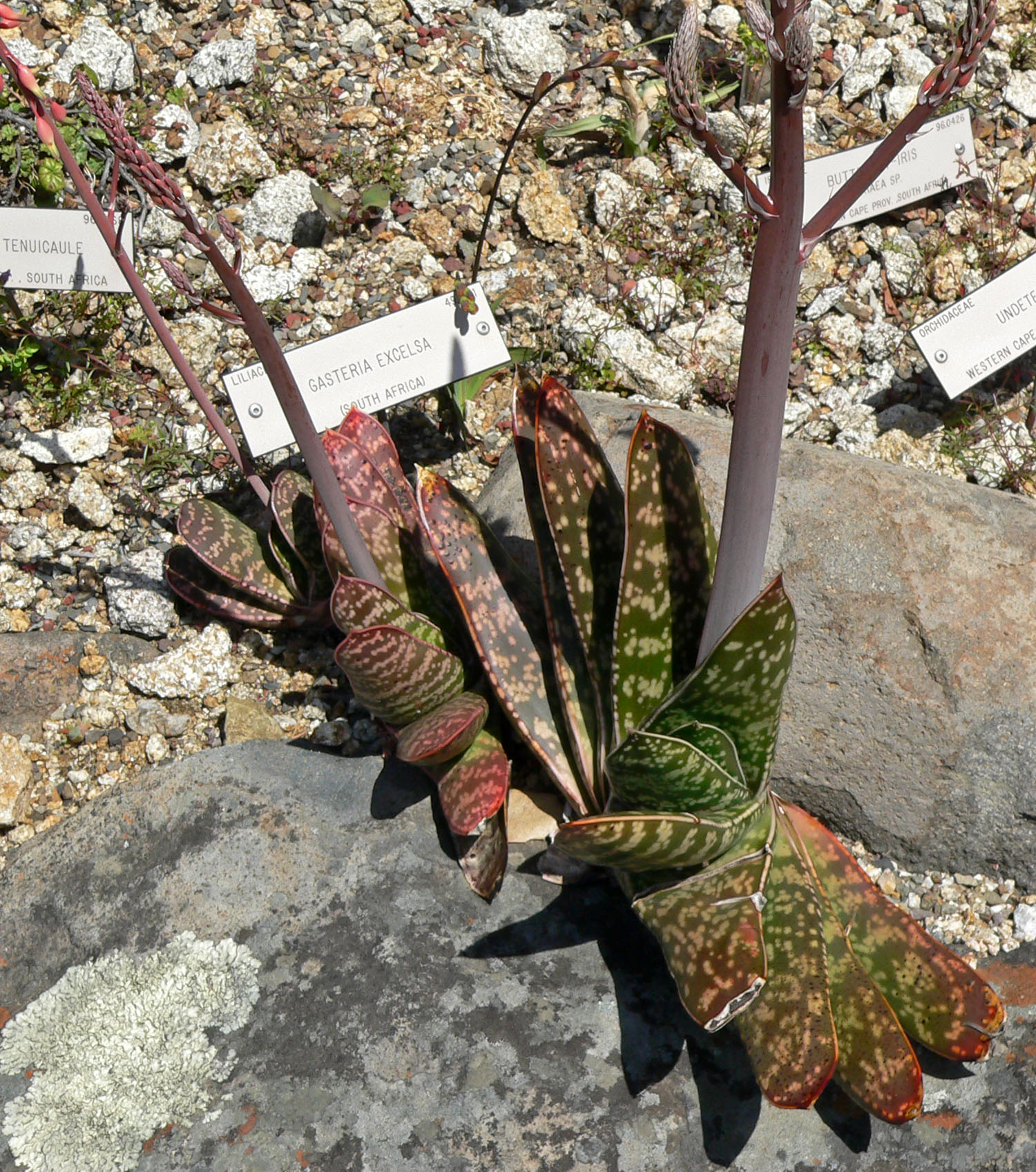